# Scylacops
Genre
Espèces de rang inférieur
- S. capensis (type) Broom, 1913
- S. bigendens Brink & Kitching, 1953

Scylacops est un genre éteint de thérapsides gorgonopsiens ayant vécu durant le Permien supérieur, il y a entre 259 et 252 millions d'années, dans ce qui sont aujourd'hui l'Afrique du Sud et la Zambie. Deux espèces sont actuellement connus, S. capensis, l'espèce type, et S. bigendens.

## Description
Les diagnostics de vue latérale incluent un grand septomaxillaire, un grand préfrontal qui rencontre le post-frontal et ferme le frontal de la marge orbitaire, et l'extension accrue vers l'avant de la partie zygomatique du squamosal. Les diagnostics de vue dorsale incluent un grand frontal qui n'atteint pas les marges orbitaires, derrière le frontal se trouvant un grand postfrontal délimité par le préfrontal, le frontal, le pariétal et le postorbitaire. Scylacops possède cinq incisives, une canine et trois molaires. Scylacops a une région occipitale similaire à Lycaenops ornatus, un autre gorgonopsien découvert par Broom en 1920. Sa région occipitale est décrite avec les caractéristiques suivantes. L'interpariétal est un gros os large entre le pariétal et le supraoccipital. L'interpariétal est entièrement sur la face occipitale. En dessous se trouve un grand supraoccipital large formant la marge supérieure du foramen magnum. L'interpariétal s'articule en bas avec l'exoccipital et l'opisthotique avec le tabulaire formant la partie externe de l'occiput. Au-dessus de l'interpariétal se trouve l'articulation avec le pariétal et le squamosal. Dans le cadre de l'articulation avec le quadrate, il y a un long processus couché contre le squamosal à l'extérieur et l'opisthotique à l'intérieur. Les exoccipitaux sont petits et forment les parois latérales du foramen magnum.
Battail & Surkov décrivent Scylacops comme le parent morphologique global le plus proche du gorgonopsien russe Sauroctonus. Battail & Surkov diagnostiquent S. progressus par de petites orbites, un crâne étroit vers l'arrière, les largeurs infraorbitaire et temporale sont très étroites, la barre postorbitaire s'élargit ventralement avec des rebords transversaux de ptérygoïdes et a 4 à 6 canines post-postérieures. Comme Scylacops, il est considéré comme un gorgonopsien de taille moyenne.

## Classification
Bien qu'il y ait eu de multiples alignements pour Scylacops au sein des Gorgonopsidae, à commencer par la déclaration originale de Robert Broom selon laquelle Scylacops « est allié à Gorgonops torvus », les similitudes morphologiques le désignent comme un proche parent de Sauroctonus progressus. Battail & Surkov ont décrit les Gorgonopsinae comme une sous-famille des Gorgonopsidae en 2000. Cependant, seuls les Rubidgeinae sont désormais reconnus comme une sous-famille au sein des Gorgonopsidae. En raison du fait que Battail & Surkov ont diagnostiqué Scylacops comme un Gorgonopsinae, une description de Gorgonopsinae est justifiée. Gorgonopsinae est diagnostiqué par un arc zygomatique fin, un bord ventral étendu du toit crânien postérieur, une fosse prépariétale souvent présente et une fosse post-temporale orientée horizontalement. La recherche et l'analyse de Battail & Surkov, une phylogénie qui inclut Scylacops comme taxon frère de Sauroctonus peut être déduite.
En raison des relations de Scylacops dans le clade des thérapsides, Broom décrit les principales différences morphologiques entre Gorgonopsia et Therocephalia. Les gorgonopsiens ont une large région pariétale contre une étroite chez les thérocéphales. Les gorgonopsiens ont un prépariétal alors que les thérocéphales n'en ont pas. Les gorgonopsiens ont un grand postfrontal tandis que les thérocéphales en ont un petit. Les gorgonopsiens ont un seul vrai vomer tandis que les thérocéphales ont une paire de prevomers. Les gorgonopsiens ont une forte symphyse mandibulaire tandis que les thérocéphales ont des mâchoires faiblement articulées. Les gorgonopsiens ont un anguleux avec un bosquet profond alors qu'ils sont perforés chez les thérocéphales.

## Histologie
Les thérapsides ont une ostéogenèse rapide dans le tissu osseux fibrolamellaire cortical. Analyse de Scylacops sp. concernant le spécimen SAM-PK-10188 de Dunedin montre un schéma de croissance cyclique et zonal. Cette croissance cyclique est un effet fort de l'environnement de Scylacops. Le tissu osseux fibrolamellaire cortical de Scylacops montre une relation phylogénique entre Scylacops et le gorgonopsien de la sous-famille des Rubidgeinae Aelurognathus. Cependant, il existe une distinction claire entre les deux. Scylacops était nettement cyclique avec une croissance intermédiaire, où les périodes de croissance rapide étaient interrompues par des périodes de croissance lente ou d'arrêt de croissance. Aelurognathus aurait eu une croissance rapide soutenue au début de l'ontogenèse pour être interrompue à un stade ultérieur de la croissance
L'histologie du spécimen SAM-PK-10188 montre de larges zones séparées par des annuli et des LAG. Ces larges zones sont composées d'une matrice osseuse à fibres tissées avec des canaux principalement orientés longitudinalement et des dépôts ostéonaux formant des ostéons primaires et du tissu osseux fibrolamellaire. La périphérie corticale externe est irrégulière avec quelques canaux s'ouvrant sous le périoste. Les canaux orientés longitudinalement dans cette région montrent peu de dépôts ostéonaux et sont plus grands que les ostéons primaires bien développés. L'organisation des ostéons primaires varie selon les éléments et même localement au sein d'une même section. La cavité médullaire de tous les éléments est tapissée d'os lamellaire endo-osseux dont l'étendue varie selon la position et le type d'élément. La reconstruction secondaire est répandue dans le cortex interne, ce qui entraîne des cavités de résorption agrandies.